# 색각 이상
색각 이상(色覺異常) 혹은 색맹(色盲, Color blindness)은 시력의 이상으로 인해 색상을 정상적으로 구분하지 못하는 증상을 말한다. 색약(色弱, Color weakness, Anomalous trichromacy)이라고도 부른다. 이러한 증상이 나타나는 원인은 유전적인 요인이 가장 많으나, 경우에 따라 안구, 시신경, 또는 뇌의 손상으로 인해 유발되기도 하며 특정 화학약품에 노출되어 발생하기도 한다. 영국의 화학자 존 돌턴은 자신에게 색각 이상이 있다는 사실을 깨달은 직후, 색각 이상을 주제로 한 최초의 과학 논문을 Extraordinary facts relating to the vision of colours이라는 제목으로 1798년에 발표하였다. 이 때문에 과거에는 색각 이상이 돌터니즘(daltonism)이라고 불리기도 했으며, 오늘날 이 용어는 적록 색각 이상을 가리키는 용어로 사용되고 있다.
색각 이상은 일반적으로 약한 수준의 장애로 분류되지만, 특정 상황에서는 비장애인보다 유리한 점을 갖기도 한다. 몇몇 연구에 따르면 색각 이상을 가진 사람들은 색상을 이용한 위장을 발견하는 능력이 비장애인보다 더 뛰어난 것으로 확인되었으며, 선천성 적록 색각 이상의 매우 높은 빈도를 감안할 때 이러한 결과가 색각 이상이 진화의 산물임을 보여주는 증거일 수도 있다는 주장도 제기되었다.
한편, 대한민국에서 색각 이상자는 공군에 지원할 수 없다.

## 배경
일반적으로 사람의 망막에는 간상세포와 원추세포의 두 종류의 세포가 존재한다. 원추세포에는 세 가지 종류가 있는데, 이들은 각기 다른 종류의 광색소를 갖고 있어서 이 광색소가 빛을 흡수하면 원추세포가 반응하게 된다. 이 세 종류의 원추세포는 전문용어로는 각각 S-원추세포, M-원추세포, L-원추세포라 하며 흔히 각 수용체가 반응하는 색상에 따라 적색 원추세포, 녹색 원추세포, 청색(황청) 원추세포로도 불린다. 이 수용체들은 각기 다른 파장의 빛에 반응하며, 이 세 종류의 수용체들이 반응하는 정도에 따라 다양한 색상을 인식할 수 있게 된다.
그 중 적록 색각 이상의 발현에 관여하는 적색, 녹색 시각색소 유전자는 X 염색체 위에 있으며 열성 형질이기 때문에 적록 색각 이상은 여성보다는 남성에게 더 높은 빈도로 발견된다.
그에 반해, 청색 시각색소 유전자는 사람의 경우 7번 유전자 상에 존재한다.

## 분류

### 원인별 분류

색각 이상이 전혀 없는 사람이 본 무지개 빛깔.

제1색각이상을 가진 사람이 본 무지개 빛깔.

제2색각이상을 가진 사람이 본 무지개 빛깔.

제3색각이상을 가진 사람이 본 무지개 빛깔.

색각 이상은 유전적 선천성의 여부에 따라 분류될 수 있다.
- 후천성 색각이상: 시각과 관련된 신체 장기의 손상이나 특정 화학약품 등에 의해 유발됨.
- 선천성 색각이상: 선천성 색각이상은 다음과 같이 세 가지 종류로 나뉜다.[3]
  - 단색형 색각이상: 단색시, 혹은 전(全)색맹이라고도 한다.[5] 색상을 구분하는 능력이 전혀 없는 경우이며, 원추세포의 이상이나 결핍으로 인해 발생한다.[6] 망막 상에 원추세포가 1가지 종류밖에 없거나 혹은 전혀 없을 때 나타나게 되며, 이 경우 한 가지 종류의 색과 빛 밖에 느끼지 못하게 된다.[5]
    - 간상체 단색시: 추상세포의 결핍이나 이상으로 색상을 전혀 구분하지 못하는 증상이다. 매우 드물게 발견되며, 비진행성이다.[6]
    - 추상체 단색시: 드물게 발견되는 종류의 단색시로서, 색상을 전혀 구분하지 못하는 것에 비해 그외의 시각 능력이나 망막전도, 안구전도 등은 비교적 정상으로 나타나는 것이 특징이다. 빛에 대한 과민증상(광선공포증), 무의식적인 안구 진동 증상(안구진탕), 낮은 시력 등이 함께 관찰된다.[6]

  - 2색형 색각이상: 세 가지 종류의 원추세포 중 하나가 결핍되었을 때 나타나며, 결핍된 수용체가 담당하는 영역의 색상을 느끼지 못하게 된다.[5] 유전성 질환이며, 적색맹(제1색각이상)과 녹색맹(제2색각이상)의 경우 반성 유전으로 남성에게 주로 나타난다.[6] 이색시라고도 불린다.
    - 제1색각이상: 적색 수용체의 완전 결핍에 의해 발생하는 유형으로, 적색이 어둡게 보이게 된다. 남성에게 주로 나타나는 반성 유전 질환으로 전체 남성 중 약 1%에서 발견된다.[6] 장파 색각결함 또는 적색맹으로도 불린다.
    - 제2색각이상: 녹색 수용체의 결핍에 의해 발생하는 유형으로, 적색-녹색의 구분 능력에 영향을 준다. 남성에게 주로 나타나는 반성 유전 질환이다. 중파색각결함 또는 녹색맹으로도 불린다.
    - 제3색각이상: 청색 수용체의 완전 결핍에 의해 발생하는 유형으로, 황색-청색의 구분 능력이 떨어진다. 제1,2색각이상에 비하여 매우 드물게 발견된다.[6] 단파색각결함 또는 황청색맹으로도 불린다.

  - 비정상적 삼색시: 세 종류의 원추세포 중 하나가 정상적인 경우와는 다른 범위의 파장에 반응하면서 나타나게 되는 증상으로, 흔히 색약이라고 불리기도 한다. 유전성 색각이상 중 가장 빈도가 높은 유형이다. 이 경우 삼색 중 특정 색상이 감소하여 보이게 된다.[5]
    - 제1색약: 적색 수용체가 비정상적으로 녹색 수용체에 가까운 파장에 반응하여 나타나는 증상이다. 적색-녹색의 구분 능력이 떨어진다. 반성 유전 질환이며, 전체 남성 중 약 1%에서 발견된다.[6] 적색약이라고도 한다.
    - 제2색약: 녹색 수용체가 반응하는 파장의 범위가 정상적인 범위를 벗어나면서 나타나는 증상이다. 적색-녹색의 구분 능력이 떨어진다. 반성 유전 질환이며, 발견 빈도가 가장 높아 전체 남성 중 약 5%에서 발견된다. 녹색약이라고도 한다.
    - 제3색약: 청색(황청) 수용체가 반응하는 범위가 정상적인 범위를 벗어나면서 나타나는 증상이다. 청색-황색의 구분 능력이 떨어진다. 1,2유형의 색각결핍에 비하여 드물게 나타나며, 유전성이지만 반성 유전은 아니다.[6] 청색약이라고도 한다.

### 임상적 분류
임상적 분류 방식을 따르면 색각이상은 완전 색각이상(전색맹)과 부분 색각이상(부분 색맹)으로 구분된다. 전색맹은 부분 색맹에 비해 훨씬 드물게 발견된다. 색각이상은 환자가 구분을 못하는 색상에 따라 크게 적록 색각이상과 황청 색각이상으로 나뉜다.
- 전색맹
- 부분 색맹
  - 적록 색맹
    - 이색시(제1색각이상, 제2색각이상)
    - 비정상적 삼색시

  - 황청 색맹
    - 이색시(제3색각이상)
    - 비정상적 삼색시(제3색약)

### 내용주
1. ↑  채도가 높은 색을 밝은 곳에서 볼 때에는 일반인과 차이가 없으나, 채도가 낮은 경우에는 식별을 못 하거나, 단시간에 색을 분별하는 능력이 부족한 경우다. 거의 적색약, 초록색약이며, 특히 대비 효과가 강할 경우 황토색, 황색 등이 적색에 인접해 있을 때 초록색계로 보이거나, 초록색계에 인접해 있을 때 적색계로 보이는 현상을 말한다.
2. ↑  색채를 분간할 시력이 아주 없거나 불완전한 상태.

### 참조주
1. ↑  (영어) Dalton J, 1798 Extraordinary facts relating to the vision of colours: with observations" Memoirs of the Literary and Philosophical Society of Manchester 5 28-45
2. ↑  (영어) Morgan MJ, Adam A, Mollon JD (1992년 6월). “Dichromats detect colour-camouflaged objects that are not detected by trichromats”. 《Proc. Biol. Sci.》 248 (1323): 291–5. doi:10.1098/rspb.1992.0074. PMID 1354367.
3. 1 2  (영어) "Color Blindness." 보관됨 2010-12-05 - 웨이백 머신 University of Illinois Eye Center, Department of Ophthalmology and Visual Sciences. 2006년 9월 29일 확인.
4. ↑  (영어) Kokotailo R, Kline D. "Congenital Colour Vision Deficiencies." 보관됨 2011-04-30 - 웨이백 머신 University of Calgary, Department of Psychology, Vision & Aging Lab. 2006년 9월 29일 확인.
5. 1 2 3 4  (영어) "Guidelines: Color Blindness." Tiresias.org. 2006년 9월 29일 확인.
6. 1 2 3 4 5 6 7 8  (영어) Cassin, B. and Solomon, S. Dictionary of Eye Terminology. Gainsville, Florida: Triad Publishing Company, 1990.
7. ↑  (영어) Spring, Kenneth R.; Matthew J. Parry-Hill; Thomas J. Fellers; Michael W. Davidson. “Human Vision and Color Perception”. Florida State University. 2007년 4월 5일에 확인함.
8. ↑  (영어) Paul S. Hoffman. “Accommodating Color Blindness” (PDF). 2008년 5월 15일에 원본 문서 (PDF)에서 보존된 문서. 2009년 7월 1일에 확인함.
9. ↑  (영어) Neitz, Maureen E., PhD. “Severity of Colorblindness Varies”. Medical College of Wisconsin. 2007년 2월 5일에 원본 문서에서 보존된 문서. 2007년 4월 5일에 확인함.

## 같이 보기
- 이시하라 색각 검사표
- 단색형 색각
- 이색형 색각
- 삼색형 색각
- 사색형 색각